# مكدامية دويرية

مكدامية دويرية  (الاسم العلمي:Macadamia verticillata) هي نوع نباتي يتبع جنس المكدامية من الفصيلة البروطية.